# Antonio de Lofraso
Antonio de Lofraso, né vers 1540 à Alghero en Sardaigne et mort vers 1600, est un poète sarde ayant vécu dans la deuxième moitié du XVIe siècle.
Il est connu pour son roman pastoral Les dix livres de Fortune d’amour (es), écrit en 1573 en espagnol et cité dans la bibliothèque de Don Quichotte.

## Biographie
On connaît très peu d'éléments de sa vie, et ceux-ci sont extraits de ses œuvres. Il dit avoir vécu comme soldat en Sardaigne jusqu'à ce qu'il fût accusé d'un crime passionnel. Il maintint toujours son innocence, mais se vit obligé à fuir à Barcelone.
Il y publie, en 1571, sa première œuvre, Los mil y dozientos consejos y avisos discretos sobre los siete grados y estamentos de nuestra humana vida (« Les mille-deux-cents conseils et avertissements discrets sur les sept degrés et classes de notre vie humaine »), une œuvre en vers de caractère moralisateur et parémiologique, concentrée sur le choix du métier des jeunes, avec quelques passages costumbristes.
Une autre œuvre de Lofraso est El verdadero discurso de la gloriosa victoria (« Le véritable discours de la glorieuse victoire »), où il relate ses expériences dans la bataille de Lépante, où il est possible qu'il eut rencontré Miguel de Cervantes.
Il doit sa notoriété à son roman pastoral en octaves royales Les dix livres de Fortune d’amour (es), publié à Barcelone en 1573. Il y utilise un castillan empreint d'abondants catalanismes. On trouve dans l'œuvre quelques poésies en sarde : deux sonnets (Cando si det finire custu ardente fogu et Supremu gloriosu exelsadu) et un poème en octaves royales. Il s'agit du premier témoignage de lyrique amoureuse en langue sarde[réf. nécessaire]. Lofrasco connaissait probablement la poésie orale traditionnelle de Sardaigne et faisait partie du cercle d'intellectuels sardes de Gerolamo Araolla (it)  et del Fara.
Voici l'une des octaves de sa poésie en sarde :
« Non podende sufrire su tormentu

de su fogu ardente innamorosu.

videndemi foras de sentimentu

et sensa una hora de riposu,

pensende istare liberu e contentu

m'agato pius aflitu e congoixosu,

in essermi de te senora apartadu,

mudende ateru quelu, ateru istadu »
« Ne pouvant supporter le tourment

du feu ardent amoureux.

Voyant mes sentiments aliénés

et sans un moment de repos,

pensant être libre et content

m'a rendu plus affligé et angoissé,

être de toi, madame, éloigné,

déménageant à un autre ciel, un autre état »
Lofraso fut cependant l'objet de la satire de Miguel de Cervantes, dans un long passage du Voyage au Parnasse (volume III, vers 238-272), dans lequel il le qualifie de « poète sarde », qu'il propose de jeter à la mer comme sacrifice à Charybde et Scylla afin d'obtenir leur protection et parvenir ainsi à traverser le dangereux détroit de Messine. Il conclut ainsi :
« Creo que de sus versos le compuso,

y no sé cómo fue, que, en un momento

(o ya el cielo, o Lofraso lo dispuso),

salimos del estrecho a salvamento,

sin arrojar al mar poeta alguno:

¡tanto del sardo fue el merecimiento! »
« Je crois que de ses vers il s'est composé,

et je ne sais comment cela se fit, qu'à un moment

(ou déjà dans le ciel, ou Lofrasco le disposa),

nous sortîmes du détroit sains et saufs,
sans jeter à la mer le moindre poète :
tellement c'était mérité pour le sarde ! »